# Flatovertex nigritibialis
Flatovertex nigritibialis är en insektsart som beskrevs av Zheng, Z. och L. Zhang 2006. Flatovertex nigritibialis ingår i släktet Flatovertex och familjen gräshoppor. Inga underarter finns listade i Catalogue of Life.